# Jean Étèvenaux
Jean Étèvenaux, né le 28 avril 1947 à Oyonnax dans l'Ain, est un historien et journaliste français.

## Biographie
Docteur en histoire (1980) et diplômé de l'Institut d'études politiques de Lyon, Jean Etèvenaux a effectué une carrière de journaliste au Journal Rhône-Alpes (1977-1987), au Dauphiné libéré (1987-1991), à Missi comme directeur rédacteur en chef de 1992 à 2008 et à Pôle et tropiques comme rédacteur en chef/directeur délégué de 1996 à 2003. Il a également travaillé à Lyon Figaro, aux Petites Affiches lyonnaises, à Radio France Lyon, à Surf.tv et au journal de Lausanne Le Nouveau Quotidien. Depuis 1992, il assume aussi les fonctions de rédacteur en chef des Lettres de la Sélyre. Il collabore actuellement à Lyon People.
En 2003 il devient membre du comité de rédaction de l’agence Acip et depuis 2006 il participe au comité de rédaction de la Revue du Souvenir Napoléonien. Il est aussi administrateur du Souvenir napoléonien de 2003 à 2018 (notamment comme secrétaire général de 2012 à 2015 puis vice-président en 2015), président depuis 2002 de la Sélyre, la Société des écrivains et du livre lyonnais et régionaux, et depuis février 2022 de l'Académie du Merle blanc, il est également administrateur de Lyon 93 et du Groupe Paris Lyon. Il appartient au Pen Club français et agit également comme bénévole au Lions Club Lyon-Bellecour et Sud depuis 1983 (président en 1999-2000). Il est membre de diverses sociétés et associations telles l'Académie des sciences, belles-lettres et arts de Lyon, les Amis de Napoléon III, la Société d’études sur Fouché et son temps et le Club de la presse de Lyon et préside deux jurys littéraires. Il a également été président de la Délégation rhodanienne Raoul Follereau d’aide aux lépreux et administrateur du Service de coopération au développement.

## Publications

### Ouvrages
- Mademoiselle de Quincié, Paris, France-Empire, 1989, 288 pages
- Fouché, Bourg-en-Bresse, La Taillanderie, 1990, 208 pages
- Lyon 1793, Lyon, Horvath, 1993, 160 pages
- Saint Irénée, préface du cardinal Albert Decourtray, Lyon, Lugd, 1994, 96 pages
- Jacquard, Lyon, Lugd, 1994,104 pages
- Jean Moulin, Lyon, Lugd, Lyon, 1994, 112 pages
- Rabelais, Lyon, Lugd, 1995, 96 pages
- La cuisine lyonnaise, préface de Raymond Barre, Bourg-en-Bresse, La Taillanderie, 1996, 64 pages
- La droite a-t-elle encore un avenir ?, Paris, François-Xavier de Guibert, 2001, 224 pages
- Aqueducs romains de Lyon, Châtillon-sur-Chalaronne, La Taillanderie, 2002 [1re édition : 1995], 64 pages
- Gastronomie en Rhône-Alpes, Châtillon-sur-Chalaronne, La Taillanderie, 2003, 32 pages
- Histoire des missions chrétiennes, préface du cardinal Philippe Barbarin, Saint-Maurice, Saint-Augustin, 2004, 296 pages
- Napoléon III, Paris, De Vecchi, 2006, 192 pages
- Napoléon face à Dieu : essai sur les croyances personnelles et sur la politique religieuse de l’Empereur, Paris, Éditions Osmondes, 2007, 180 pages
- La soierie lyonnaise, Châtillon-sur-Chalaronne, La Taillanderie, 2008 [1re édition : 2003], 64 pages
- L’Europe des migrations : des millénaires d’arrivées et de départs, Turquant, L’àpart, 2010, 224 pages
- Français et Britanniques, Anglais, Écossais, Gallois, Irlandais : amours et désamours, Turquant, L’àpart, 2010, 224 pages[4]
- Église et État : 2 000 ans de laïcité, préface du cardinal Philippe Barbarin, Le Coudray-Macouard, Saint-Léger Éditions, 2012, 304 pages
- Napoléon III : visionnaire de son temps, Bière / Divonne-les-Bains, Cabédita, 2014, 96 pages
- Histoire de l’esclavage : les Européens, les Arabes et les autres, Chouzé-sur-Loire, Éditions Feuillage, 2014, 190 pages
- Les femmes de Napoléon, Bière / Divonne-les-Bains, Cabédita, 2016, 136 pages
- Soierie en Auvergne Rhône-Alpes. Canuts, mouliniers et soyeux, préface de Laurent Wauquiez, Mirabel, Idc Éditions, 2016, 96 pages
- Migrations anciennes et nouvelles en Europe. Des arrivées mais aussi des départs depuis des millénaires, Le Coudray-Macouard, Saint-Léger Éditions, 2017, 276 pages
- Les femmes dans la Grande Guerre, Gleizé, Le Poutan, 2018, 84 pages
- Les grandes heures de Lyon, Paris, préface de Gérard Collomb, Perrin, 2019 [1re édition : 1992, 2e édition : 2005], 576 pages[5]
- Français et Britanniques à l’heure du Brexit. Étape d’une longue histoire, Le Coudray-Macouard, Saint-Léger Éditions, 2019, 430 pages
- Irénée docteur du christianisme et planteur de la foi pour Lyon et toute l’Église, Brénod, Éditions Idc, 2020, 96 pages
- Berthier, Bertrand et Caulaincourt. De l’Ancien Régime à Napoléon, Bière / Divonne-les-Bains, Cabédita, 2020, 96 pages[6]
- L’expansion chinoise. Un rouleau compresseur qui prend son temps, Le Coudray-Macouard, Saint-Léger Éditions, 2022, 216 pages[7]
- (sous le pseudonyme de Gihé) Hergé et la religion. Le cas du Lotus bleu, Le Coudray-Macouard, Saint-Léger Éditions, 2022, 96 pages
- La Turquie jusqu’à Chypre… Un Empire millénaire, une République qui se cherche, Le Coudray-Macouard, Saint-Léger Éditions, 2024, 272 pages

### Ouvrages collectifs
- Bicentenaire des Ets A. Rey éditeur-imprimeur [partie historique], Lyon, A. Rey, 1991, 160 pages
- La fresque des Lyonnais, Lyon, Les Créations du Pélican, 1995, 160 pages
- La France à la conquête du Pacifique : correspondance de l’élève-officier Achille Amet (1849-1854) [avec Bernard Amet], Paris, Osmondes, 1996, 208 pages
- Quand Rhône-Alpes faisait la langue française, Champagne-au-Mont-d’Or, Fondation Bullukian, 1996,  96 pages
- Rendez-vous à Lyon, Lyon, Michèle Neyret Communication, [1997], 200 pages
- Cent ans de mairie à Lyon, Villeurbanne, Le Mot Passant, 2001, 124 pages
- Impressions de Lviv-Ukraine [avec Christian Bellegueulle et Jacques Bruyas], Lyon, Licorne, 2005, 84 pages
- Lyonnaises d’hier et d’aujourd’hui [avec Bernadette Angleraud, Marie-Christine Bôle du Chaumont et Catherine Pellissier], Lyon, Bellier, 2005, 208 pages
- Ronald Zins, Lyon sous le Consulat et l’Empire, Reyrieux, Horace Cardon, 2007, 304 pages
- Pierre Milza, Napoléon III, l’homme, le politique, Saint-Cloud, Napoléon III Éditions, 2008, 496 pages
- Le cheval sous l’Empire et dans les armées napoléoniennes, Gleizé, Éditions du Poutan, 2013, 176 + X pages
- Figures lyonnaises de la foi : conférences de Carême à Fourvière 2014 [avec le cardinal Philippe Barbarin, Philippe Curbelié, Christian Delorme et François Asensio], Paris / Les Plans-sur-Bex, Parole et Silence, 2014, 168 pages
- Yves Bruley et Thierry Lentz, Diplomaties au temps de Napoléon, Paris, Cnrs Éditions, 2014, 384 pages
- Le cheval sous les deux Empires, Gleizé, Éditions du Poutan, 2014, 128 pages
- International & Interdisciplinary congress. From battlefield to drawing room textile and (military) fashion around 1815. Brussels 10-11-12 June 2015 / Congrès international & interdisciplinaire. Du champ de bataille au salon le textile et la mode (militaire) vers 1815. Bruxelles 10-11-12 juin 2015 / Internationaal & Interdisciplinair congres. Van slagveld tot salon Textiel en (militaire) mode rond 1815. Brussel 10-11-12 juni 2015, Bruxelles, Musée royal de l’Armée et d’Histoire militaire à Bruxelles, 2016, 10 + 190 pages
- Branda Pierre [sous la direction de], L’économie selon Napoléon. Monnaie, banque, crises et commerce sous le Premier Empire, Paris, Vendémiaire, 2016, 444 pages
- Bruyas Jacques [sous la direction de], Almanach du Beaujolais 2017, Lyon, Éditions Lgo, 2016, 198 pages
- Bruyas Jacques [sous la direction de], Almanach des écrivains du Lyonnais 2017, Lyon, Éditions Lgo, 2016, 304 pages
- Sapori Julien [sous la direction de], Dictionnaire Fouché, Tours, Sutton, 2019, 576 pages
- Almanach Double Milan du Père Benoit 2020, Mornant, Almanach Double Milan du Père Benoit, 2019, 224 pages
- Almanach Double Milan du Père Benoit 2021, Mornant, Almanach Double Milan du Père Benoit, 2020, 224 pages
- Almanach Double Milan du Père Benoit 2022, Mornant, Almanach Double Milan du Père Benoit, 2021, 224 pages
- Almanach Double Milan du Père Benoit 2023, Mornant, Almanach Double Milan du Père Benoit, 2022, 224 pages
- Almanach Double Milan du Père Benoit 2024, Mornant, Almanach Double Milan du Père Benoit, 2022, 224 pages
- Almanach Double Milan du Père Benoit 2025, Mornant, Almanach Double Milan du Père Benoit, 2022, 224 pages
- Deconinck (Jean-Pierre) et Étèvenaux (Jean) [sous la direction de], Les masses de granit de Napoléon. “Nœuds indissolubles de nos institutions nationales“, Actes du colloque organisé le 22 novembre 2021 par la délégation du Lyonnais du Souvenir napoléonien en partenariat avec le Conseil régional Auvergne-Rhône-Alpes, Poyols, La Baume rousse, 2022, 192 pages
- Casati-Brochier (François), Detoisien (Éric), Domini (Fr. Augustin), Étèvenaux (Jean), Permezel (François), Pouzols-Napoléon (Philippe) et Prud’Homoz (Vincent), Notices biographiques sur les victimes lyonnaises de la Révolution, Lyon, Lyon 93, 2024, 142 pages
- Haquet (Marie) [sous la direction de], Marius, Maurice et Amable Audin. Forgerons des patrimoines lyonnais et beaujolais 1872-1990, Beaujeu, Commune de Beaujeu, 2024, 164 pages
- Deconinck (Jean-Pierre) [sous le direction de], Napoléon et Lyon, Actes du colloque organisé le 7 septembre 2024 par la délégation du Lyonnais du Souvenir napoléonien, Poyols, La Baume rousse, 2024, 168 pages

### Préfaces, introductions et commentaires
- Madeleine Billioud-Gayot, Comme un torrent, Chessy, 1987, 362 pages
- Honoré de Balzac, Le colonel Chabert, Lyon, Horvath, 1994, 124 pages
- Mémorial de Lyon en 1793. Tome X, Les familles Millanois et Regnauld de Bellescize, Lyon, Lugd, 1994, 664 pages
- Jean Silve de Ventavon, Gilles de Rais, Lyon, Lugd, 1996, 96 pages
- Roger Payot, René Descartes, Lyon, Lugd, 1996, 96 pages
- P. Claude Rozier, Marie-Françoise Perroton (1796-1873) : une figure de proue de la mission mariste en Océanie, Paris, Osmondes, 1997, 200 pages
- Docteur Ibrahim Beydoun, Un cèdre sur le Rhône, Lyon, Éditions artisanales Cécile de Ramaix/L’auteur, 1998, 116 pages
- Kamel M’rad, Secrets de muse en vers à soi !, Mornant, Éditions des Samsâra, 2008, 152 pages
- Sébastien Parra, Les généraux de Lyon, du Rhône et de la Loire sous la Révolution et l’Empire, Gleizé, Éditions du Poutan, 2015, 328 pages
- Henri Burnichon, La gloire perdue du général Dupont 1765-1840, Le Puy-en-Velay, Éditions Jeanne-d’Arc, 2016, 134 pages
- Secondi Claude, Il était nettoyeur de tranchées en 1917, Toulon, Les Presses du Midi, 2016, 114 pages

## Distinctions

### Décorations
- Chevalier de l'ordre des Palmes académiques
- Chevalier de l'ordre de Saint-Grégoire-le-Grand

### Récompenses
- Membre de l’Association des chevaliers pontificaux
- Médaille d’argent de la Société d'encouragement au progrès
- Bibliothécaire en chef honoraire de l'université de Lubumbashi (République démocratique du Congo)
- Prix de l'amitié franco-allemande